# Vladimír Liščák
Vladimír Liščák (* 9. února 1954 Praha) je český sinolog, vědecký pracovník Oddělení východní Asie Orientálního ústavu AV ČR. Je autorem desítek odborných článků a několika knih. Do češtiny přeložil několik publikací zejména z angličtiny i jiných jazyků.
Vladimír Liščák je od roku 2001 členem Názvoslovné komise ČÚZK, zabývající se jako poradní orgán standardizací geografických jmen včetně exonym. Od roku 2010 je po prof. Rudolfu Šrámkovi její druhým předsedou od obnovení činnosti komise v roce 2001. Je spoluautorem většiny publikací z řady Geografické názvoslovné seznamy OSN-ČR a vedoucím autorského kolektivu u publikací věnovaných jménům států.

## Výběrová bibliografie
- Čína: dobrodružství Hedvábné cesty – po stopách styků Východ – Západ, 2000
- Čína, 2002
- Taiwan, 2003
- Dějiny Číny, Taiwanu a Tibetu v datech, 2008
- Konfuciánství od počátků do současnosti. Dějiny – pojmy – osobnosti, 2013
- Po stopách bratra Odorika. Styky Evropy a mongolské Číny ve 13. a 14. století (s přílohou Biblioteca Odoriciana), 2014
- Františkánské misie v Číně (13.–18. století), 2015
- Mezi tolerancí a intolerancí: První dvě století novověkých katolických misií v Číně
- Bratr Odorik a jeho zpráva o východních krajích světa: Styky Evropy a mongolské Číny ve 13. a 14. století, 2019